# Легальный бизне$$
«Легальный бизне$$» — российская рэп-группа из Москвы, образованная осенью 1998 года. В состав группы входило трое участников: Лигалайз, N’Pans и DJ Tonik.
Продюсером группы был Влад Валов. Визитной карточкой группы стала песня «Пачка сигарет», созданная на основе известной композиции Виктора Цоя и группы «Кино».

## История
Впервые Лигалайз и N’Pans встретились 12 июня 1998 года в клубе «Корона» на фестивале «Микро '98», где Лигалайз попросил у Панса выступить на фестивале, поскольку Панс был в хороших отношениях с организатором фестиваля — «Вилли». В следующий раз артисты встретились на радио «Станция 106.8» в передаче «Freestyle», где они оба зачитали фристайл по просьбе радиоведущего — Кирилла Попова (DJ Топор), участника брейкданс-группы Da Boogie Crew.
27 ноября 1998 года в Москве на фестивале «Grandmaster DJ» Панс и Лигалайз по просьбе организатора мероприятия, Влада Валова, устроили на публике импровизацию под музыку DJ Жени. Получилось неплохо, и сразу после выступления Валов предложил им создать команду. Название для группы придумала жена Влада Валова.
Проект «Легальный бизне$$» был придуман Андреем Меньшиковым («Лигалайз») и Владом Валовым («Шеff»). Продюсером группы по организационным вопросам был Влад Валов, за творческую же часть и все тексты отвечал Лигалайз. По словам Лигалайза, «Легальный бизне$$» планировался как ударный поп-рэп-проект, который будет нацелен как раз на то, чтобы популяризировать культуру.
В 1999 году в интервью для журнала «Птюч» Лигалайз рассказал о том, как был придуман проект «Легальный бизне$$»:
Влад Валов услышал мои записи и мы придумали вдвоём проект: собрать наиболее перспективных людей в хип-хопе, чтобы сделать супер-группу, которая наверняка бы добилась успеха. То есть работать не для себя, а для успеха, отсюда бизнес. Мы не были друзьями, хотя с Пансом варились в одной хип-хоп-субкультуре, а с ди-джеем Тоником не были знакомы лично. Собрались как разные люди, а сейчас мы — команда. Мы работали в студии и пока мало выступали, долго искали своё звучание, которое было бы отличным и от «Братьев Наличных», и от всего, что я делал раньше.
Вновь созданная группа подписывает контракт с компанией «Медиастар» на выпуск альбома. Изначально Лигалайзу предлагали подписать контракт как сольному артисту, но испугавшись последствий, рэпер придумал группу:
Я испугался подписывать контракт как сольный артист: 90-е были не так далеко. Поэтому я решил придумать группу. На одном из выступлений я увидел N-Pans. Я увидел, что он очень музыкальный чувак, что он читает и чувствует ритм как никто из совковых чуваков. Я подумал, что это будет фирмово. Позвал Панса, позвал DJ Тоника, чтобы он скретчил, и по принципу RUN DMC сделали трио — чёрный, белый и диджей. Долго думали, как всё это назвать, а потом жена Влада Валова сказала: «Назовите это всё „Легальный бизне$$“».
В 1999 году в студии «Тон-ателье №1» в телецентре «Останкино» началась запись альбома. Первыми записанными песнями стали «Легальный бизне$$», римейк трека «Настоящий хип-хоп», «Рифмомафия» и «Этим вечером». Последние две песни попали на сборник «Hip-Hop Info № 5», выпущенный как бесплатное приложение к апрельскому номеру одноимённого журнала.
В августе 1999 года на сборнике «Hip-Hop Info № 6» выходит новая песня группы под названием «Пачка сигарет», созданная на основе музыкального проигрыша и припева известной композиции Виктора Цоя. Было решено снять на песню видеоклип, который стал режиссёрским дебютом для Влада Валова. Помимо самих участников группы в клипе снялись Влад Валов, Павел Кабанов из «О.С.П.-студии», Jeeep из группы «Рабы лампы», а также на экране впервые появился начинающий тогда рэпер ДеЦл. По сюжету пачка сигарет фирмы «Легальный бизне$$» проходит через руки всех персонажей клипа. Эмблема группы была разработана девушками, граффити-художниками из команды Bee Crew. Участников группы снимали на заброшенном заводе в центре Москвы. «Пачка сигарет» вызывала массу отрицательных эмоций у фанатов Виктора Цоя.
Мы видели по MTV реакцию поклонников Кино… Если мы не сидим каждый вечер у стены Цоя, то это вовсе не значит, что его музыка не для нас. Цой писал для всех, кто сможет его понять. Мы продлили этой песне жизнь, даже не рассчитывая, что из неё получится хит. Представляете, некоторые ребята из молодого поколения даже не знают, кто такой был Виктор Цой! — рассказывает Панс
В интервью для белорусской «Музыкальной газеты» Лигалайз упомянул о недовольных фанатах Виктора Цоя после выхода песни:
Фанаты Цоя принимают нас за чужаков, тут играют большую роль стереотипы. Мы тоже росли в этой стране, тоже слушали группу КИНО, также любим её песни, как и «киноманы». Единственное, что могу сказать, так это то, что песня была записана с полным уважением к Цою и его творчеству.
В интервью для журнала «Птюч» Лигалайз рассказал о создании песни «Пачка сигарет»:
В «Пачке сигарет» мы просто использовали сэмпл группы «Кино». Благодаря этой песне вся страна нас узнала, был такой резонанс, которого мы не ожидали. И очень позитивный, мы это чувствуем на каждом выступлении. Сначала в ней видели только песню Цоя, но по прошествии времени видят уже группу «Легальный бизнес»… Мы хотели за счёт того, что все эту песню знают и любят заслать людям в мозги хип-хоп-фишку. Это коммерческий ход, который мы даже не продумывали. Мне показалось, что это получится, и мы это сделали.
Песня принесла группе «Легальный бизне$$» широкую популярность, что позволило начать успешную гастрольную деятельность по концертным и клубным площадкам России. Первое выступление состоялось на презентации альбома «Город джунглей» группы Bad Balance в московском клубе «Ю-ту» 20 мая 1999 года. Затем группа выступила на фестивале Adidas Streetball Challenge в Москве 3 сентября 1999 года, а также в качестве хедлайнера на ежегодном международном фестивале рэп-музыки Rap Music 27 ноября 1999 года. 18 марта 2000 года во Дворце спорта «Динамо» группа выступила на акции «Бит-битва», проходившей при поддержке телеканала «MTV Россия».
18 марта 2000 года был снят видеоклип на песню «Мелодия души». Вместо Тоника в клипе за диджейским пультом стоит DJ LA, поскольку на момент съёмок Тоник находился на немецком фестивале диджеев. Во время съёмок исполнители песни находились на стекле на высоте около трёх метров. Оба видеоклипа группы попали в ротацию чартов «Русская десятка» и «20 самых-самых» телеканала «MTV Россия».

Обложка альбома «Рифмомафия» группы «Легальный бизне$$»

Дебютный и единственный альбом группы «Легальный бизне$$» под названием «Рифмомафия» был выпущен на компакт-дисках и аудиокассетах 23 июля 2000 года музыкальным издательством «Студия Миксмедиа». Альбом состоит из 17 треков и был записан в период с 1999 по 2000 год в московской студии звукозаписи «Тон-ателье №1» в телецентре «Останкино». Автором большинства текстов в альбоме является Лигалайз. В альбоме затронуты социальные темы (нищета, наркомания, преступность, коррупция), темы взаимоотношений между парнем и девушкой, а также типичные для рэпа элементы хвастовства. Альбом также отличается по звучанию от альбомов других рэп-исполнителей, выходивших ранее. Музыку для альбома создали Shooroop, DJ Tonik, DJ LA, Гуру, Mr. Bruce и другие. В записи альбома приняли участие рэперы ДеЦл, Звонкий, Шеff, а также бэк-вокалисты — Ирина «Шмель» Минина, Валя Атаханова (из группы Ground Beat) и Карина. Презентация альбома прошла в клубе «Парк Авеню-диско» 4 августа 2000 года. По словам продюсера группы, Влада Валова, альбом был продан в количестве 15 тысяч копий.
В январе 2001 года Лигалайз уезжает в Прагу, тем самым прекратив существование группы. В 2005 году N’Pans и Лигалайз решили записать новый альбом группы «Легальный бизне$$». Вместо DJ Тоника был взят DJ Dlee. Но во время работы над альбомом Лигалайзу поступает предложение от Александра Толмацкого на запись сольного альбома, в связи с чем Лигалайз был вынужден отложить проект «Легальный бизне$$».
5 апреля 2012 года вышел мини-альбом коллектива под названием «Wu», после которого творческая деятельность вновь остановилась. Заглавный трек с релиза спродюсировал американский продюсер The Alchemist. В интервью для сайта «Звуки.ру» Лигалайз сообщил о том, что записано это было во время одной студийной сессии:
Просто фристайл. Несколько песен для поддержания формы. Записано это было во время одной студийной сессии. Была большая вечеринка между двух туров, мы оказались в студии, написали треки в течение трёх дней, а потом про них забыли. Диск всплыл у кого-то в кармане, и, дескать «А чё он у нас валяется, давай выпустим». У меня много подобных записей, постоянно их делаю, но необязательно это выкладывать или выпускать для всеобщего одобрения или неодобрения. Ещё раз повторю – популярность, восприятие публикой меня совершенно не волнует.
В 2020 году по случаю 20-летия пластинки альбом «Рифмомафия» впервые стал доступен на цифровых площадках, и был выпущен на лейбле «Национальное музыкальное издательство».

## Приём критиков
В 2000 году музыковед-потребитель сайта InterMedia, Семён Малогородский, прослушав альбом, создал словарь популярных в альбоме выражений:
ЛБ — Легальный бизнес (легальный — имя, бизнес — фамилия); легально — хорошо; микрофон — атрибут ЛБ с младенчества; капучино — любимый напиток ЛБ; мылить лыжи — видимо, продукт слияния выражений «навострить лыжи» и «намылить уши», но по смыслу ближе к первому; этим вечером отрываемся на максимум — то ли «по максимуму», то ли приглашение на известную радиостанцию; преподать манеры — видимо, незнамо зачем сокращенное выражение «преподать урок хороших манер».
В 2001 году обозреватель газеты «Музыкальная правда», Елена Платова, считающая, что «„Легальный бизне$$“ превозносит себя в качестве МС», раскритиковала песню «Пачка сигарет»:
Самый ужасный гибрид рока с хип-хопом, который лично мне довелось услышать, — «Пачка сигарет» авторства LB. Песни «Кино» — это действительно отдельная тема, которую не стоит затрагивать тем, кто пока явно не достиг того мастерства, которое было присуще «Кино». Больше десяти лет стене Цоя на Арбате, слава «Кино» по-прежнему не уменьшается. Но едва ли «рыцари» Bad B. Альянса оставят такую память о себе.

## Рейтинги
В 2007 году главный редактор портала Rap.ru, Андрей Никитин, поместил альбом «Рифмомафия» в список главных альбомов русского рэпа.
В 2009 году редакторы портала Rap.ru, Андрей Никитин и Руслан Муннибаев, поместили альбом в свой список «10 важнейших альбомов русского рэпа»:
Задолго до «Будущих мам» московский рэппер Лигалайз делал весьма новаторский для тех лет продукт. И хотя на поверку выяснялось, что Лига не брезговал переводить панчлайны великих (к примеру, KRS-One), всё равно именно его рифмы многому научили российских рэпперов. «Легальный бизне$$» откровенно делался как бизнес-проект по схеме «крутой белый МС + колоритный чёрный МС + техничный диджей». Главным хитом трио стала кавер-версия «Пачки сигарет» Виктора Цоя. Группа записала всего лишь один альбом: Лига разругался с одним из продюсеров проекта и вышел из состава. Впрочем, в последнее время бывшие участники поговаривают об объединении и записи нового альбома.

## Ретроспектива
В 2004 году главный редактор портала Rap.ru, Андрей Никитин, написал, что благодаря клипу «Пачка сигарет» и успешному альбому «Рифмомафия» Лигалайз становится широко известен в стране и приобретает славу одного из самых техничных и изобретательных МС страны.
В 2015 году рэпер Баста в интервью для газеты «КоммерсантЪ» назвал песню «Пачка сигарет» гениальной:
Песня Лигалайза с использованием сэмпла из группы «Кино» для массовой популярности рэпа была даже более поворотной вещью, чем первый альбом «Касты». «Каста» была важна для людей, находившихся внутри рэп-сообщества, а появление всенародно любимого припева в рэп-контексте — это было гениально, конечно.
В 2018 году портал Rap.ru написал о социальной составляющей репертуара группы:
В самом начале двухтысячных группа Легальный бизне$$ в лице Лигалайза и N’Pans’а дала рецепт выживания в сложных социальных условиях. Рэперы рекомендовали своим слушателям искать спасение внутри себя. Они говорили о том, что, несмотря на весь хаос и несправедливость, царившие вокруг каждого жителя тогдашней России, нужно иметь луч надежды в своём собственном сердце.

## Участники
В состав группы входило три участника:
- Лигалайз (МС Legalize) (1998—2000, 2005, 2012) — MC, идеолог и автор текстов группы
- N’Pans (МС Панс) (1998—2000, 2005, 2012) — MC, лидер группы «Братья Наличные»
- DJ Tonik (DJ To№ 1k) (1999—2000) — диджей, призёр российского диджей-баттла «Grandmaster DJ '97»[44]
- DJ Dlee (2005) — диджей

## Чарты и ротации
С 2003 по 2004 год песни «Пачка сигарет» и «Мелодия души» прозвучали в хип-хоп-передаче «Фристайл» на «Нашем Радио».
По данным интернет-проекта Moskva.FM, 4 песни группы «Легальный бизне$$» были в ротации российской радиостанции «Радио NEXT» с 2007 по 2010 год: «Всем всем», «Мелодия души», «Пачка сигарет» и «Этим вечером». При этом песня «Пачка сигарет» является самым популярным треком группы на радио, который прослушали две тысячи раз.

## Награды
- В 2000 году группа «Легальный бизне$$» стала «лучшим музыкальным проектом 1999 года» на церемонии награждения лучших хип-хоп-артистов года «Голос улиц», прошедшей в Московском развлекательном комплексе «Центр» 4 января 2000 года[47].
- В 2000 году песня «Пачка сигарет» группы «Легальный бизне$$» победила в номинации «Лучшая песня года» на российской церемонии награждения премий «Золотой Птюч '99», организованной журналом «Птюч» в феврале 2000 года[48].

## Дискография

### Студийные альбомы
- «Рифмомафия» (2000) («Студия Миксмедиа»)
- «Wu» (EP) (2012)

### Релизы с участием группы
- Различные исполнители — «Битва ди-джеев 2: Москва-Питер» (1998): «Freestyle»
- Различные исполнители — «Rap Music 2000 Live» (2001): «Live-Mix»
- Bad B. Альянс — «Новый мир» (2002): «Альянс»
- N’Pans — «Чёрная сторона Легального бизне$$а» (2002): «Мы говорим сердцем (Skit)»
- Лигалайз — «XL» (2006): «Почувствуй силу» и «Кто ты такой?!»
- N’Pans — «Свой среди чужих, чужой среди своих» (2008): «Время» и «Кто ты такой?!»

### Рифмомафия
| Номер трека | Название            | Участвует                                                                     | Музыка                                                                     |
| ----------- | ------------------- | ----------------------------------------------------------------------------- | -------------------------------------------------------------------------- |
| 01          | «Легальный бизне$$» | LA                                                                            | Гуру, Mr. Bruce (бас), DJ To№1k (скретч)                                   |
| 02          | «Всем всем»         | Ирина «Шмель» Минина (бэк-вокал)                                              | Shooroop и Гуру, Mr. Bruce (бас), DJ To№1k (скретч)                        |
| 03          | «Мелодия души»      | Детский хор Московского государственного хорового училища им. А.В. Свешникова | Shooroop, Mr. Bruce (бас), DJ To№1k (скретч)                               |
| 04          | «Быть с тобою»      | Валя (Ground Beat) (бэк-вокал)                                                | Shooroop, DJ To№1k (скретч)                                                |
| 05          | «Bad B. Альянс»     | Шеff, ДеЦл, Звонкий                                                           | Shooroop и LA, Mr. Bruce (бас), DJ LA (скретч)                             |
| 06          | «Freestyle 3»       |                                                                               | DJ To№1k (+ скретч)                                                        |
| 07          | «Мы хотим сегодня»  | ДеЦл                                                                          | Shooroop, Mr. Bruce (бас), DJ LA (скретч)                                  |
| 08          | «Рифмомафия»        | Шеff                                                                          | Гуру, Mr. Bruce (бас), DJ To№1k (скретч)                                   |
| 09          | «Пачка сигарет»     |                                                                               | Shooroop и LA, Виктор Цой (по лицензии «Moroz Records»), DJ To№1k (скретч) |
| 10          | «Этим вечером»      | Ирина «Шмель» Минина (бэк-вокал)                                              | Гуру, DJ To№1k (скретч)                                                    |
| 11          | «Freestyle 2»       |                                                                               | DJ To№1k (+ скретч)                                                        |
| 12          | «Настоящий хип-хоп» |                                                                               | Лигалайз, DJ LA (скретч)                                                   |
| 13          | «Своими словами»    | Карина (бэк-вокал)                                                            | G-Child, DJ To№1k (скретч)                                                 |
| 14          | «Кто такой MC»      |                                                                               | DJ To№1k (+ скретч)                                                        |
| 15          | «Она знает…»        |                                                                               | Shooroop и LA (+ скретч)                                                   |
| 16          | «В чём дело!?»      |                                                                               | 8807 и DJ To№1k (+ скретч)                                                 |
| 17          | «Freestyle 1»       |                                                                               | DJ To№1k (+ скретч)                                                        |

### «Wu» (EP)
| Номер трека | Название                                   | Музыка                        | Слова            | Время |
| ----------- | ------------------------------------------ | ----------------------------- | ---------------- | ----- |
| 01          | «Суперинтруха»                             |                               | Лигалайз, N’Pans | 3:12  |
| 02          | «Wu»                                       | The Alchemist                 | Лигалайз, N’Pans | 4:39  |
| 03          | «Все говорят…»                             | Kavinsky — «Nightcall» (2010) | Лигалайз, N’Pans | 4:18  |
| 04          | «Л. Б. (demo version)»                     |                               | Лигалайз, N’Pans | 4:01  |
| 05          | «Спальные районы» (Лигалайз) [Bonus Track] |                               | Лигалайз         | 4:06  |

## Видеоклипы
- 1999 — «Пачка сигарет» (режиссёр: Влад Валов, оператор: Вячеслав Лазарев) (25 августа 1999 года)[49]
- 2000 — «Мелодия души» (режиссёр: Олег Степченко, оператор: Сергей Бледнов) (апрель 2000 года)[50]

## Фильмография
- 2014 — Документальный фильм «История Bad B. Часть III. Глава Первая: Война и Мир» (режиссёр: Влад Валов) (24 октября 2014 года)[51]